# Акт любові (фільм, 1953)
«Акт любові» (фр. Un acte d'amour) — американська романтична драма 1953 року режисера Анатолія Літвака, у головній ролі Кірк Дуглас та Дані Робен. Вона заснована на романі «Дівчина на Віа Фламініа» Альфреда Гейса.

## Сюжет
Історія кохання американця і француженки, яка почалася у звільненому від фашистів Парижі в 1944 році. Через два роки після війни американець Роберт Тейлор приїжджає в приморське містечко на півдні Франції. Він подумки повертається в 1944 рік, згадуючи Париж після звільнення. Там він зустрічає дівчину на ім'я Ліза і закохується в неї.

## У ролях
- Кірк Дуглас — Роберт Теллер
- Дані Робен — Ліз Гудаєк / мадам Теллер
- Габріель Дорзіат — Адел Лако
- Барбара Лаж — Ніна
- Фернан Леду — Фернан Лако
- Роберт Штраусс — сержант Джонні Блеквуд
- Марта Меркадьє — дівчина на терасі
- Джордж Метьюз — капітан Гендерсон
- Річард Бенедикт — Піт
- Леслі Двеєр — англійський сержант
- Сідней Чаплін — солдат
- Бріжіт Бардо — Мімі